# Њу Сајт (Алабама)
Њу Сајт (енгл. New Site) град је у америчкој савезној држави Алабама. По попису становништва из 2010. у њему је живело 773 становника.

## Демографија
Према попису становништва из 2010. у граду је живело 773 становника, што је 75 (8,8%) становника мање него 2000. године.
| Група             | 2000.       | 2010.       |
| Белци             | 757 (89,3%) | 663 (85,8%) |
| Афроамериканци    | 83 (9,8%)   | 97 (12,5%)  |
| Азијати           | 0 (0,0%)    | 0 (0,0%)    |
| Хиспаноамериканци | 4 (0,5%)    | 6 (0,8%)    |
| Укупно            | 848         | 773         |